# Comugni
Comugni è un piccolo borgo situato tra Campogialli e la Traiana, frazioni del comune di Terranuova Bracciolini (AR).
Il piccolo agglomerato urbano è costituito da un villaggio di circa trenta persone, e nelle zone limitrofe offre vitigni, uliveti, boschi ed alcuni agriturismi.
Comugni fa parte di quella parte di Toscana inedita e poco conosciuta che mantiene intatto il paesaggio campestre di case e terreni coltivati. Qui è possibile respirare ancora l'atmosfera antica della cultura contadina. Paesaggi incontaminati e fuori dai flussi turistici. In questa zona della campagna toscana le vigne e gli uliveti si perdono a vista d'occhio. A valle della Strada Setteponti di Levante è possibile ammirare la valle, che arriva fino alle colline del Chianti. Camminando nei sentieri di campagna potrete provare un salto nel tempo, lontano dai rumori e dai ritmi della città e imbattevi nelle Balze, Canyon naturali che caratterizzano questo territorio. Nella Gioconda di Leonardo da Vinci si intravede la valle dell'Arno Ponte Buriano e le Balze. Questo territorio era amato da Leonardo a testimonianza della sua unicità e bellezza.
La vita nel paese è di tipo campestre, per quanto riguarda la sua storia si presuppone dipenda da quella di Campogialli.